# El Chupadero, Sinaloa
El Chupadero är en ort i Mexiko.   Den ligger i kommunen Rosario och delstaten Sinaloa, i den centrala delen av landet, 800 km nordväst om huvudstaden Mexico City. El Chupadero ligger 17 meter över havet och antalet invånare är 132.
Terrängen runt El Chupadero är huvudsakligen platt, men åt nordväst är den kuperad. Terrängen runt El Chupadero sluttar söderut. Runt El Chupadero är det glesbefolkat, med 15 invånare per kvadratkilometer. Närmaste större samhälle är Escuinapa de Hidalgo, 16,3 km sydost om El Chupadero. Omgivningarna runt El Chupadero är en mosaik av jordbruksmark och naturlig växtlighet.